# Клинці (Грачовський район)
Клинці́ (рос. Клинцы) — селище у складі Грачовського району Оренбурзької області, Росія.

## Населення
Населення — 84 особи (2010; 96 у 2002).
Національний склад (станом на 2002 рік):
- росіяни — 66 %